# Isthmohyla xanthosticta
Isthmohyla xanthosticta és una espècie de granota que viu a Costa Rica.